# 索斯尼察
51°31′52″N 32°29′59″E / 51.53111°N 32.49972°E

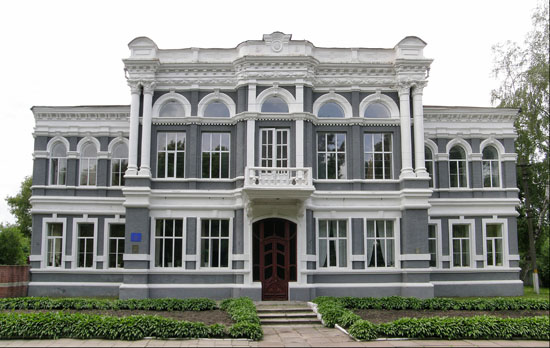
高校建筑

索斯尼察（羅馬化：Sosnytsia），是烏克蘭北部切爾尼戈夫州科留基夫卡区索斯尼察市镇内的市級鎮及其行政中心。曾是原索斯尼察區的区府。面積8.97平方公里，2005年人口8,100，人口密度每平方公里903人。